# مقاطعة سومرست (مين)
مقاطعة سومرست هي مقاطعة في مين، بلغ عدد سكانها 52٬228  نسمة، في 2010، عاصمتها Skowhegan, Maine ‏، تبلغ مساحتها 10٬607 كيلومتر مربع.

## الموقع
تشترك في الحدود مع:
- مقاطعة بيسكاتاكيس (مين)
- مقاطعة والدو (مين)
- مقاطعة فرانكلين (مين)
- Le Granit Regional County Municipality [الإنجليزية]‏
- Beauce-Sartigan Regional County Municipality [الإنجليزية]‏
- مقاطعة بينوبسكوت
- Les Etchemins Regional County Municipality [الإنجليزية]‏
- مقاطعة أروستوك
- مقاطعة كينبيك (مين)
- Montmagny Regional County Municipality [الإنجليزية]‏.

## التقسيمات الإدارية
- آنسون
- Athens, Maine [الإنجليزية]‏
- Bingham, Maine [الإنجليزية]‏
- Brighton Plantation, Maine [الإنجليزية]‏
- كامبريدج
- كانان
- Caratunk, Maine [الإنجليزية]‏
- Central Somerset, Maine [الإنجليزية]‏
- كورنفيل
- Dennistown Plantation, Maine [الإنجليزية]‏
- ديترويت
- إمبدين
- Fairfield, Maine [الإنجليزية]‏
- هارموني
- هارتلاند
- Highland Plantation, Maine [الإنجليزية]‏
- جاكمان
- ماديسون
- ميركر
- موس ريفر
- موسكو
- نيو بورتلاند
- Norridgewock, Maine [الإنجليزية]‏
- Northeast Somerset, Maine [الإنجليزية]‏
- Northwest Somerset, Maine [الإنجليزية]‏
- بالميرا
- Pittsfield, Maine [الإنجليزية]‏
- Pleasant Ridge Plantation, Maine [الإنجليزية]‏
- Ripley, Maine [الإنجليزية]‏
- St. Albans, Maine [الإنجليزية]‏
- Seboomook Lake, Maine [الإنجليزية]‏
- Skowhegan, Maine [الإنجليزية]‏
- Smithfield, Maine [الإنجليزية]‏
- Solon, Maine [الإنجليزية]‏
- Starks, Maine [الإنجليزية]‏
- The Forks, Maine [الإنجليزية]‏
- West Forks, Maine [الإنجليزية]‏.